# Alan Howard
Alan Howard (Croydon, Londres; 5 de agosto de 1937 - Hampstead, 14 de febrero de 2015) fue un actor británico de formación clásica de teatro. De 1966 a 1983 fue miembro destacado de la Royal Shakespeare Company y también interpretó papeles principales en el National Theatre entre 1992 y 2000. Se le considera uno de los actores shakespearianos más representativos de la nueva generación que tomó el relevo de los veteranos Laurence Olivier, John Gielgud, Ralph Richardson o Michael Redgrave en las décadas de los setenta a noventa.

## Comienzos
Alan Howard nació en Londres en una familia de actores y escritores. Su padre Arthur Howard era un conocido actor cómico, su tío Leslie Howard fue un astro del cine famoso internacionalmente. Por parte de su madre, Jean Compton (Mackenzie), sobrina del escritor y autor dramático Compton Mackenzie, contaba con cinco generaciones de gentes de teatro, entre ellas la actriz Fay Compton.
Estudió en el Ardingly College, donde se aficionó al teatro, y sin cursar ningún estudio de arte dramático pasó directamente al Belgrade Theatre de Coventry en 1958. Allí participó en el montaje de la Trilogía de Arnold Wesker —Roots,Chicken Soup with Barley (Sopa de pollo con mijo), I'm Talking about Jerusalem — que dirigió John Dexter en 1958. Con este espectáculo debutó al año siguiente en Londres en el Royal Court Theatre. Su primer papel clásico lo interpretó en The Changeling (William Rowley) dirigido también en el Royal Court por Tony Richardson en 1961. Siguieron una serie de trabajos aún de aprendizaje, como los papeles de Duque de Ferrara en The Chances (John Fletcher) y Nearchus en The Broken Heart (John Ford) en la primera temporada del Festival de Teatro de Chichester (1962) dirigido por Laurence Olivier; los de Bassanio en El mercader de Venecia y Lisandro en Sueño de una noche verano (ambas Shakespeare) con la compañía de Ralph Richardson en el Theatre Royal de Brighton (en 1964) y Angelo en Medida por medida y Bolingbroke en Ricardo II (ambas Shakespeare) con la compañía de Judi Dench y Edward Woodward en el Nottingham Playhouse (en 1965).

## Con la Royal Shakespeare Company
Su entrada en 1966 en la aún joven Royal Shakespeare Company fue de capital importancia para su carrera escénica. Empezó en ese año en un segundo plano como Orsino en Noche de Reyes (Shakespeare) dirigida por Clifford Williams y como Lussurioso en The Revenger´s Tragedy (Tourneur), uno de los espectáculos legendarios de la primera etapa de la RSC dirigido por Trevor Nunn. Siguió con papeles menores pero ya llamó la atención de la crítica como Jacques en Como gustéis (Shakespeare, 1967) dirigida por David Jones, o como Aquiles en Troilo y Cresida (Shakespeare, 1968) dirigida por John Barton. Con el papel de Benedick en Mucho ruido y pocas nueces (Shakespeare, 1968) dirigida por Nunn, Howard ya fue protagonista frente a la Beatriz de Janet Suzman, pero fueron las interpretaciones de 1970 Hamlet (Shakespeare) dirigida por Nunn,  Mefistófeles en Dr. Fausto (Marlowe) dirigida por Gareth Morgan y sobre todo Oberón en Sueño de una noche de verano (Shakespeare) dirigida por Peter Brook  las que convirtieron a Alan Howard en una estrella indiscutible de la RSC. 
Con una parte de la compañía Howard fue en 1971-72 de gira con el «Sueño de Brook» (como los actores bautizaron el espectáculo) por Europa y los EE.  UU., después se tomó un año sabático y no regresó a la RSC hasta 1975. En ese año protagonizó Enrique V  (Shakespeare) en un montaje modélico de Terry Hands y en 1976 fue el príncipe Hal en las partes I y II de Enrique IV (Shakespeare) dirigidas también por Hands. El crítico W. Stephen Gilbert escribió en Plays & Players: "Alan Howard se gradúa triunfalmente como actor clásico y nos da un príncipe Hal que en temporadas futuras difícilmente encontrara quién le iguale entre los intérpretes de los reyes shakespearianos". Como contrapunto a los reyes shakespearianos Howard interpretó a Rover, un actor itinerante, en Wild Oats, la disparatada comedia de John O'Keefe, un casi olvidado autor del siglo XVIII. Los críticos de Londres le proclamaron el mejor actor del año 1977 y recibió el "Plays & Players´Award" por su papel del Rey en Enrique VI, partes I, II y III (Shakespeare) y por su magnífico Coriolano (Shakespeare), dirigidas todas por Terry Hands. Con Peter Brook dirigiendo y con Glenda Jackson de pareja interpretó en 1978 un discutido pero interesante Antonio y Cleopatra (Shakespeare) y coronó en 1980/81 con Ricardo II y Ricardo III su interpretación de los reyes shakespearianos. "Al final de su carrera había interpretado a cada uno de los reyes del canon shakespeariano excepto el rey John", escribe el crítico Simon Farquhar en su necrológica de The Independent del 20 de febrero de 2015. En 1981 Howard abandonó la RSC, apareció en el West End en War Music un espectáculo sobre la Iliada (1984) y en Escenas de un matrimonio (Bergman) (1985) en el Chichester Festival y a continuación en el Wyndham´s Theatre londinense.

## Los años noventa y dos mil
Alan Howard dejó los escenarios durante varios años y volvió a principios de los 90 al National Theatre donde hizo los papeles de Henry Higgings en Pygmalión (Shaw) (1992), Macbeth (Shakespeare) (1993), George en Les parents terribles (Cocteau) (1994), Calogero en La grande magia (Eduardo de Filippo) (1995), el Rey en Rosencrantz y Guildenstern han muerto (Stoppard) (1995). Dirigido por Peter Hall fue Tiresias en Edipo (Sófocles) con Ralph Fiennes de protagonista (1996) en el National Theatre, Vladimir en Esperando a Godot (Beckett) con Ben Kingsley en Estragon (1997) y Rey Lear (Shakespeare) (1997) en el Old Vic. "Este Lear, un anciano de pelo largo, quizá no fuera tan conmovedor como el de Robert Stephens o el de Ian Holm en esta misma década, pero mostraba el declive desde una altura majestuosa y mística con más fuerza que nadie desde Scofield"´.
En la década de 2000 las apariciones de Howard que sufría de diabetes y al que hubo que amputar una pierna fueron esporádicas. Interpretó en el Almeida Theatre el papel del Dr. Schoning en Lulu (Wedekind) (2001), dirigido por Jonathan Kent con Anna Friel en Lulu; fue otra vez Tiresias en Edipo (Sófocles) (2008) dirigido por Jonathan Kent en el National Theatre y, prácticamente inválido, fue un magnífico Sir Peter Teazle en The School for Scandal (Sheridan) (2011) dirigido por Deborah Warner en el Barbican Centre.
Alan Howard estuvo casado con la actriz y escenógrafa Stephanie Hinchcliffe Davies, de la cual se divorció. Su segundo mujer fue la escritora Sally Beauman, con la que tuvo un hijo, James.